# 勝敗
| ウィキペディアには「勝敗」という見出しの百科事典記事はありません（タイトルに「勝敗」を含むページの一覧/「勝敗」で始まるページの一覧）。 代わりにウィクショナリーのページ「勝敗」が役に立つかもしれません。 |